# Laurent Schlumberger
Pour les articles homonymes, voir Schlumberger.
Laurent Schlumberger (né le 11 août 1957 à Paris) est un pasteur protestant français. Il est président de l'Église réformée de France de 2010 à 2013, puis le premier président de l'Église protestante unie de France, de 2013 à 2017.

## Parcours
Laurent Schlumberger a  exercé son ministère pastoral dans la région parisienne, à Asnières-Bois-Colombes (Hauts-de-Seine), puis à Nantes et Laval. Il a été élu président du conseil régional de la région Ouest de l’Église réformée de France en 1997. En 2006, il est devenu pasteur du Foyer de Grenelle (Paris XVe), une fraternité de la Mission populaire évangélique qui est une composante de la Fédération protestante de France. Il est élu au conseil national de l’Église réformée de France dont il est vice-président de 1995 à 1998.
En 2010, il est élu président du conseil national de l'Église réformée de France. Il conduit le processus d'union des deux principales Églises protestantes historiques françaises, l’Église réformée de France et l'Église évangélique luthérienne de France en 2013, sous le nom d'Église protestante unie de France. Il devient président de la nouvelle structure ecclésiale à cette date. En 2017, Emmanuelle Carrière-Seyboldt lui succède à ce poste.
Il est ensuite pasteur de l'Église réformée de La Rencontre, à Paris de 2017 à 2022, année de son départ à la retraite.
Il est notamment membre du comité central du Conseil œcuménique des Églises.
Il est l'arrière-petit-fils de Raoul Allier, doyen de la faculté de théologie protestante de Paris pendant les années 1920, le petit-fils de Jacques Allier et le cousin de la pneumologue Irène Frachon, qui a dénoncé le scandale du Médiator.
Il est marié à Sophie Schlumberger, pasteure et bibliste,.

## Distinctions
- Chevalier de la Légion d'honneur (2017)[8],[9].

## Publications
- Devant Dieu : éléments d'un catéchisme théologique pour les adolescents, Paris, SED, 1995
- Dieu, l'absence et la clarté : essai sur la pertinence du protestantisme, Lyon, éditions Olivétan, 2004
- Sur le seuil : les protestants au défi du témoignage, Lyon, Olivétan, 2005 (réédité en 2016)
- À l'Église qui vient, Lyon, Olivétan, 2017
- Du zapping à la rencontre : mobilités contemporaines et mobile de Dieu, Lyon, Olivétan, 2018